# Дробинин, Дмитрий Валерьевич
Дмитрий Валерьевич Дробинин (род. 30 октября 1968 года, город Оса, Пермская область, РСФСР, СССР) — российский государственный и политический деятель.

## Биография
Дмитрий Валерьевич Дробинин родился 30 октября 1968 года в городе Оса Пермской области.
В 1994 году окончил юридический факультет Пермского государственного университета, в 1998 году получил в университете второе высшее образование по специальности «экономист/менеджер».
В 1986 году начал трудиться слесарем по ремонту автомобилей в Осинском УТТ объединения «Пермьнефть».
После службы в Вооруженных силах и окончания университета работал заведующим юридического отдела Администрации Осинского района, директором ЗАО «Осинский машзавод».
С сентября 2003 года занимал посты начальника отдела и заместителя начальника управления Департамента промышленности и науки Пермской области и Министерства природных ресурсов Пермского края .
В сентябре 2008 года назначен на должность заместителя министра Министерства промышленности, инноваций и науки Пермского края
С 2010 года руководил Министерством промышленности, инноваций и науки Пермского края.
С 2012 года назначен советником главного федерального инспектора аппарата полномочного представителя президента в федеральном округе.
С 2019 года по 2021 год являлся исполнительным директором ассоциации «Лесопромышленники Прикамья», участвовал в общественной жизни.
11 октября 2021 года официально вступил в должность главы администрации Индустриального района города Перми
В январе 2024 года освобожден от должности главы администрации Индустриального района города Перми.

## Семья
Женат, двое детей, старший Матвей